# Kościół Świętego Ducha we Wrześni
Kościół Świętego Ducha we Wrześni – zabytkowy rzymskokatolicki kościół parafialny we Wrześni, w powiecie wrzesińskim, w województwie wielkopolskim.

## Opis budowli
Murowany dawny kościół ewangelicki w centrum miasta, zlokalizowany na skraju Parku im. Dzieci Wrzesińskich, przy skrzyżowaniu ulicy Opieszyn i Tadeusza Kościuszki. Po II wojnie światowej kościół został rewindykowany i przekazany w użytkowanie parafii rzymskokatolickiej (wyświęcony 8 grudnia 1946). W nawiązaniu do istniejącego dawniej na Opieszynie kościoła szpitalnego Świętego Ducha, świątynia otrzymała takie wezwanie. Od 1960 pełnił funkcję kościoła rektorskiego, a od 1969 stał się kościołem parafialnym
Obecny kościół powstał w latach 1894-1895 w stylu neogotyckim, na miejscu wcześniejszych  kościołów z 1817 i 1822. Zbudowany z cegły, na kamiennym fundamencie. Od strony ul. Opieszyn wieża na planie kwadratu, z kruchtą w przyziemiu. Kościół przykryty wysokim dachem dwuspadowym, pokrytym dachówką.

## Galeria

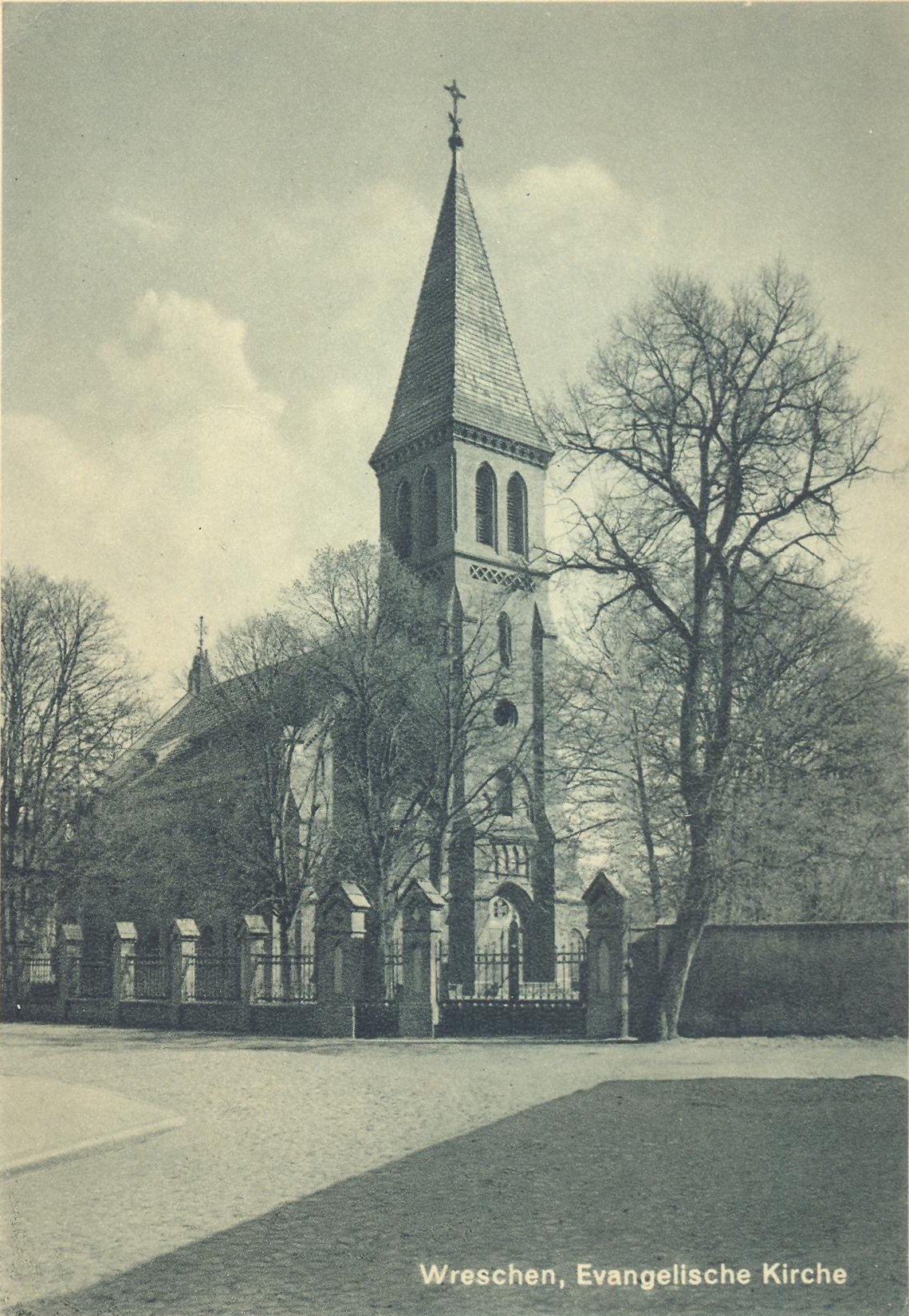
Kościół w latach II wojny światowej